# A Bigger Splash
A Bigger Splash is een Italiaans-Franse film uit 2015 onder regie van Luca Guadagnino en is een remake van de Franse film La Piscine uit 1969. De film ging in première op 6 september op het 72ste Filmfestival van Venetië.

## Verhaal
Paul (Matthias Schoenaerts), een fotograaf, en Marianne (Tilda Swinton), een bekende rockster, brengen hun vakantie door op het idyllische Italiaanse eiland Pantelleria. Een onverwachts bezoek van Mariannes ex-geliefde Harry en diens dochter Penelope verandert de situatie. Marianne en Harry voelen zich nog steeds tot elkaar aangetrokken, terwijl Penelope avances maakt bij Paul. Dit leidt tot jaloezie en wordt uiteindelijk gevaarlijk voor alle betrokkenen.

## Rolverdeling
| Acteur               | Personage               |
| -------------------- | ----------------------- |
| Tilda Swinton        | Marianne Lane           |
| Matthias Schoenaerts | Paul De Smedt           |
| Ralph Fiennes        | Harry Hawkes            |
| Dakota Johnson       | Penelope Lannier        |
| Corrado Guzzanti     | Maresciallo Carabinieri |
| Aurore Clément       | Mireille                |

## Achtergrond
De film speelt zich af op het Italiaanse eiland Pantelleria. Het vreemde huis waar de hoofdpersonen in verblijven met de uitgang aan de bovenkant is een zogenaamde dammuso. Op Pantelleria, komen buiten de hoofdplaats veel van dit soort huizen voor. Deze zijn uitgehakt in het vulkanisch gesteente en daardoor goed geïsoleerd voor de warmte. Ze hebben een plat dak om het regenwater op te vangen. Dit dak wordt soms ook als terras gebruikt.